# 费雷鲁埃拉
费雷鲁埃拉，是西班牙卡斯蒂利亚-莱昂萨莫拉省的一个市镇。 总面积94平方公里，总人口630人（2001年），人口密度7人/平方公里。